# Рачунь, Алексей Борисович

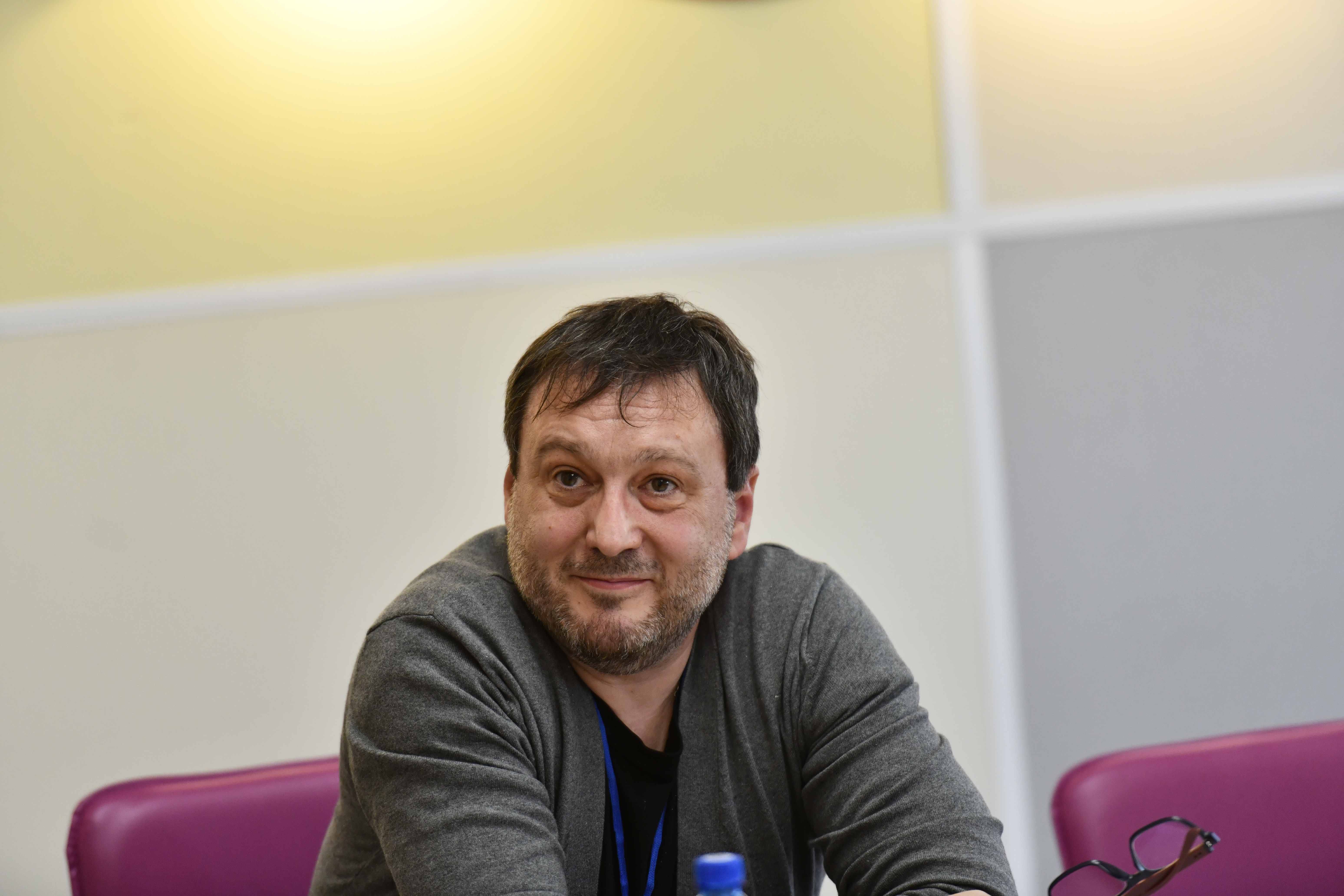

Алексей Борисович Рачунь (род. 11 марта 1976, Кунгур) — российский писатель и музыкант.

## Биография
Родился в 1976 году в городе Кунгуре Пермской области. Учился в Пермском  государственном университете.
Публиковался в еженедельнике «Литературная Россия», интернет-газете «Lenta.ru», журналах «Дружба народов», «Великороссъ», «Парус», «Традиции & Авангард», «Дальний Восток», «ВЕЩЬ», «Гостиная», «Эмигрантская лира», Уральский следопыт.
В 2022 году вошёл в состав жюри литературной премии «ДИАС»
Заявляет, что современная критика рассматривает автора в прицеле системы "свой-чужой", а не рассудком и разумом.  И что многие критики ведут диалог не с читателем, а с собственным эго .
В то же время считает, что современной литературе необходимо организующее начало, но оно должно представлять из себя не институцию, а интерфейс.
Автор романа-травелога «Почему Мангышлак» (Новое литературное обозрение, 2022). По версии сервиса readrate роман входит в список лучших книг о путешествиях.
Соавтор путеводителей «В сердце пармы» и «Железный пояс» (РИПОЛ Классик, 2022).
Живёт в Перми..
В художественных произведениях разрабатывает темы воздаяния, предопределенности, преодоления и постижения — себя, людей, трудностей, пространств. При этом деконструируя присущую темам патетику и героику, и заменяя их на иронию и сарказм.
В произведениях нон-фикшн отрицает каталогизацию достопримечательностей, а пытается раскрыть описываемую территорию исторически или эмоционально, выявить её генокод, чтобы перед читателем предстала цельная картина. Признаётся, что порой такой подход заводит его и соавторов очень глубоко и приводит к неожиданным выводам".

## Премии
В 2012 году стал лауреатом литературного конкурса им. Каверина, в жюри которого входили Валентин Курбатов и Николай Черкашин.
В 2021 году стал лауреатом литературной премии «ДИАС», учреждённой в Казани в честь писателя и драматурга Диаса Валеева.
В 2023 году номинирован на Национальную премию «Большая книга» (лонг-лист).
В 2025 году номинирован на Национальную премию «Большая книга» в номинации "художественная литература" за рукопись романа "Гляден" (лонг-лист)
Считает, что участие в премиях важно для литератора, потому что премия это "признание мастерства и заслуг  автора со стороны профессионалов"

## Произведения
- «Почему Мангышлак», Москва, «Новое литературное обозрение», ISBN 978-544-4817-803
- «В сердце пармы», Москва, «РИПОЛ Классик», 2022, ISBN 978-538-6148-492 (в числе авторов)[13][14]
- «Железный пояс», Москва, «РИПОЛ Классик», 2022, ISBN 978-538-6148-805 (в числе авторов)[15]
- "Гляден", роман (рукопись) [16]

## Публикации
- Случай в леспромхозе, «Lenta.ru», 31.10.2014,[17]
- Ходил дурачок, «Литературная Россия» № 14, 2015[18]
- Случай в степи, «Эмигрантская лира» № 4(32),2020
- Старший сержант и другие, «Парус» № 7-8, 2021
- Дорога из Кумарино в Прёт, «Традиция & Авангард» № 3, 2021
- Два рассказа, «Дальний Восток»,№ 6, 2021
- Жизнь как роман, «ВЕЩЬ», № 2 (26), 2022
- Артефакты и прогресс, «ВЕЩЬ», № 1 (27), 2023
- Обретая новый смысл, Уральский следопыт, № 11 (809), 2024 [19]
- Гляден (фрагмент романа), Вещь (журнал, Пермь), № 2 (30), 2024 [20]
- Штиль на Сылве (очерк), Дружба народов, № 1, 2025[21]
- Древний зверь, Уральский следопыт, № 7 (817), 2025[22]

## Музыка
По словам автора, он пишет и исполняет музыку стилистически близкую к тому, что сейчас принято называть панк-шансоном и дарк-фолком. «Музыкально это аскетический пост-панк, но то и дело прорывающиеся минорные ходы делают эту музыку слегка бардачной и по-русски разухабистой. Тексты довольно абсурдные, злые, саркастические, а местами сардонические. Их герой этакий городской партизан-одиночка, ежедневно и ежечасно пускающий под откос эшелоны обыденности».
В то же время  музыкант заявляет, что дарк-фолк используется лишь как инструмент для раскрытия героя, а музыка, которую играет Алексей Рачунь, это лишь литературный эксперимент, облечённый в песенную форму .
Так же Алексей Рачунь является участником  проектов "Бархатная шахта" и "Кеды Кеннеди" экспериментирующих с жанрами Synth-pop, госпел, spoken word  и поп-панк
- Вилларибо, сингл, 2023[26]
- Игги Поп, сингл, 2023[27]
- Теремок, сингл, 2023[27]
- Пламя, альбом, 2023[28]

## Оценки
«Рассказчик не подкачал: из обычного роуд-муви сделал хадж, причем, не столько для своей семьи, сколько для читателя, который вместе с экипажем претерпевает, вынужден претерпевать, изменения. Твердой рукой, маскируя под хиханьки и сторис, Алексей Рачунь выводит, ни много ни мало, формулу родины».
«Перед нами не обычный травелог, полный описаний экзотических мест, диковинных традиций и чудес природы. Скорее наоборот: проезжая через степи, минуя провинциальные закусочные, посты ДПС и направляясь в заветный Мангышлак, автор переосмысливает свое представление о постсоветском пространстве и пытается понять логику распада привычных психогеографических контуров. В своем ироничном и местами меланхоличном повествовании он стремится не склеить руины былой империи, но разделить с читателем их печальную красоту».
«Алексей Рачунь путешествует по местам откровенно „нетуристским“: безводные степи, солончаки, зной, заброшенные предприятия, ржавеющие ещё с советских времен... А в итоге получается серия восхитительных путевых очерков: дельта Волги, Астрахань, северный Казахстан, заброшенная „стройка века“ Алгемба, и собственно Мангышлак. Отличная книга: не столько путевые впечатления, сколько возможность увидеть глазами путешественника уголок Земли, в котором мы вряд ли когда побываем».
«Автор рассуждает о сложных темах, таких как жизнь и смерть не скатываясь в бесконечный трагизм и безысходность».
«Это не только приключенческий квест с метафизической составляющей, не только попытка зацепиться сегодняшним днем за сон русского средневековья и проложить некоторые значимые параллели, но и весьма успешная попытка создания „новой реальности“, которую ещё предстоит изучить».
«В сердце Пармы», как и все последующие книги, построен как прикладное руководство. Научно-популярные тексты сознательно написаны не академично, с отсылками к «Индиане Джонсу» и той же «Игре престолов» — пуристы жанра явно поморщатся, а краеведы уже пишут разборы фактических несоответствий. И тем не менее книгу сложно переоценить — по прочтении руки так и тянутся немедленно собрать походный рюкзак".
"Алексея Рачуня читать  сложно, зато интересно, особенно в период повсеместного опрощения языка отечественной литературы" 